# Agente de transporte de correio eletrônico

The computer running an MSA is also known as the outgoing mail server.

Um agente de transporte de e-mail ou MTA, acrónimo para Mail Transfer Agent é um programa de computador responsável por transferências de mensagens de correio electrônico entre um computador e outro, utilizando a arquitetura de aplicações cliente-servidor. Um MTA implementa as porções cliente (envio) e servidor (receptor) do Simple Mail Transfer Protocol.
Ele recebe mensagens de outro MTA (relaying), um agente submetedor de e-mail (MSA -  Mail Submission Agent) que por sua vez o recebeu de um agente utilizador de e-mail (MUA - mail user agent) ou directamente de um MUA que por si actuou como um MSA.
O MTA faz seu trabalho sem interferência directa do utilizador, enquanto o utilizador interage com o MUA (Este MUA pode ser um programa como Mutt ou Outlook ou um página de webmail ).
A entrega do e-mail para a caixa postal do utilizador normalmente é feita pelo agente entregador de e-mail (MDA – Mail Delivery Agent), mas muitos MTA´s tem funcionalidade básica de MDA embutida, mas um MDA dedicado como procmail pode oferecer mais sofisticação.